# Hoffmannia tetrastigma
Hoffmannia tetrastigma är en måreväxtart som beskrevs av John Donnell Smith. Hoffmannia tetrastigma ingår i släktet Hoffmannia och familjen måreväxter.
Artens utbredningsområde är Guatemala. Inga underarter finns listade i Catalogue of Life.